# TYC 8998-760-1
TYC 8998-760-1 är en ensam stjärna i den norra delen av stjärnbilden Flugan. Den har en skenbar magnitud av ca 11,19 och kräver ett  teleskop för att kunna observeras. Baserat på parallax enligt Gaia Data Release 3 på ca 10,6 mas, beräknas den befinna sig på ett avstånd på ca 307 ljusår (ca 94 parsek) från solen. Den rör sig bort från solen med en heliocentrisk radialhastighet på ca 13 km/s.

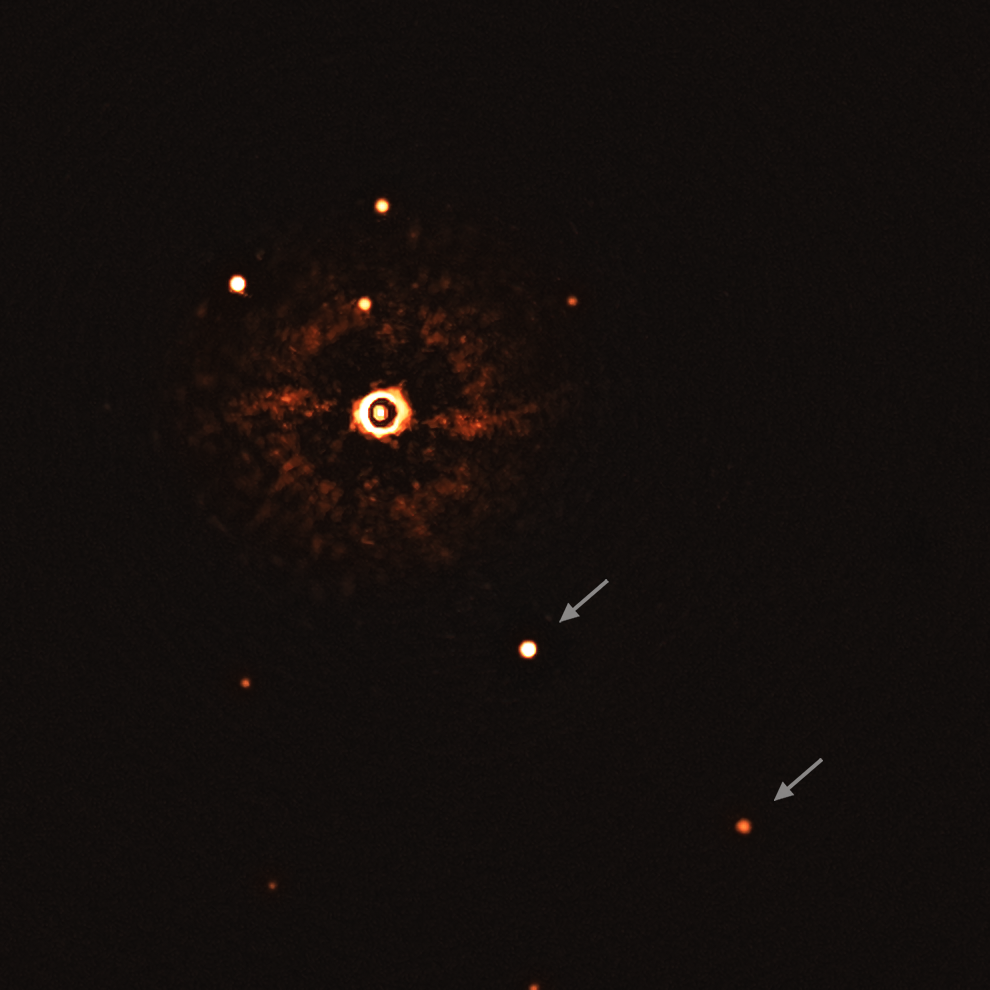
TYC 8998-760-1, ledsagad av två jätteexoplaneter, TYC 8998-760-1b och TYC 8998-760-1c.

## Egenskaper
TYC 8998-760-1 är en orange till gul underjättestjärna av spektralklass K3 IV. Den har en massa som är ca 1,0 solmassa, en radie som är ca 1,0 solradie och har ca 0,5 gånger solens utstrålning av energi från dess fotosfär vid en effektiv temperatur av ca 4 900 K.

## Planetsystem
Det finns två gigantiska exoplaneter som kretsar kring TYC 8998-760-1. Europeiska sydobservatoriets Very Large Telescope fotograferade de två planeterna med dess SPHERE-instrument och producerade den första direkta bilden av flera planeter som kretsar kring en solliknande stjärna.
| Planet | Massa     | Halv storaxel (AE) | Siderisk omloppstid (år) | Excentricitet | Inklination | Radie        |
| ------ | --------- | ------------------ | ------------------------ | ------------- | ----------- | ------------ |
| b      | 14 ± 3 MJ | 162                | 4 500 (antar e=0)        | -             | -           | 3,0 ± 0,2 RJ |
| c      | 6 ± 1 MJ  | 320                | 5 700 (antar e=0)        | -             | -           | 1,1 ± 0,3 RJ |

TYC 8998-760-1 b är en gasjätte som har en massa 14 gånger Jupiters och en radie på 3 RJ. Den kretsar på ett avstånd av 162 AE (2,42×1010 km), eller något mer än 5 gånger Avståndet mellan Neptunus och solen. I juli 2021 rapporterade astronomer för första gången upptäckten av en isotop i atmosfären på en exoplanet. Mer specifikt hittades isotopen Kol-13 i planetens atmosfär.
TYC 8998-760-1 c är en gasjätte som har en massa på 6 MJ och kretsar vid 320 AE (4,8×1010 km), eller något mer än 11 gånger avståndet mellan Neptunus och solen.